# Adar Friedmann
Pour les articles homonymes, voir Friedmann.
Adar Friedmann est une gymnaste rythmique israélienne née le 18 juillet 2006 en Israël. Elle a remporté la médaille d'argent de l'épreuve par équipes de gymnastique rythmique aux Jeux olympiques d'été de 2024, organisés à Paris.